# Bail glissant
Pour les articles homonymes, voir Bail.
En France, un bail glissant  est un type d'accompagnement social global assuré par des associations type Loi du 1er juillet 1901 auprès de ménages en difficultés.
Le bail glissant revient au devant de la scène avec l'appel d'offres lancé par l'État au début de l'année 2012 dans le cadre du Fonds National d'Accompagnement Vers et Dans le Logement (FNAVDL) en articulation avec la loi du 5 mars 2007 instituant le droit au logement opposable et portant diverses mesures en faveur de la cohésion sociale. 

## Principes de fonctionnement
Le bail glissant est un dispositif d’insertion par le logement devant permettre à des ménages en difficulté de devenir locataire. Permis par la loi (qui autorise dans certains cas la sous-location), ce dispositif emblématique du secteur du logement accompagné est issu de la pratique des associations de réinsertion sociale.
Il fait intervenir trois acteurs :
- le bailleur (propriétaire du logement). Il s'agit généralement d'un bailleur social (organisme HLM), mais il peut s'agir d'une société d'économie mixte (SEM), d'une collectivité territoriale (commune, département), d'un bailleur privé.
- le locataire en titre (association, tiers, opérateur social). Cet organisme doit être agréé pour l'intermédiation locative et la gestion locative sociale, depuis la loi de mobilisation pour le logement et la lutte contre l'exclusion, en particulier pour l'activité de sous-location.
- l'occupant (le dispositif s'adresse à des ménages en difficulté).

Trois documents contractuels sont établis lors de la mise en œuvre d'un bail glissant :
- Entre le bailleur et le locataire en titre, il est établi un contrat de location qui prévoit notamment les conditions de glissement du bail.
- Entre le locataire et l'occupant, il est établi un contrat de sous-location.
- Une convention tripartite est signée entre le bailleur, le locataire en titre et le ménage occupant.

Le bail glissant se décompose donc en deux phases :
- une phase où le locataire en titre loue auprès du bailleur et en son nom propre, le logement. Il met ensuite en sous-location le logement pour le ménage occupant. L'association assure également l'accompagnement social, avec la plupart du temps un point de situation avec le ménage et le bailleur social tous les six mois sur les avancées de la situation du ménage (occupation du logement, paiement du loyer, respect des parties communes, relations avec le gardien et le voisinage, inscription dans une démarche d'insertion par l'économique comme un emploi, une formation, gestion budgétaire, accompagnement à la santé, soutien à la parentalité).
- Une seconde phase où le bail est transféré au ménage, selon des modalités prévues par le contrat bailleur / association.

## L’accompagnement social
L’association mène l’accompagnement social global personnalisé sur une période qui n'excède pas, a priori, vingt quatre mois : elle demande, à l'issue de l'accompagnement social global, le transfert du bail au nom du ménage afin qu'il accède au statut de locataire. L'association associe naturellement le bail glissant à une action socio-éducative, qui a vocation à trouver une solution durable pour le ménage. Elle met en œuvre une pédagogie (essai, erreur, apprentissage,…) Le logement est alors un outil d'insertion plus qu'une finalité. 

## Les financements possibles
L'État peut aider les associations dans le cadre d'un financement de baux glissants appelé Maîtrise d'Œuvre Urbaine et Sociale (M.O.U.S.). Cette aide, financée par l'État, ne peut pas excéder cinquante pour cent (50 %) du projet. Il appartient à l'association porteuse du projet de trouver d'autres financements (ville, département, bailleurs,…) à hauteur de cinquante pour cent (50 %) La convention bipartite État-Association, à l'initiative exclusive de l'association, est d'une durée de UN an. Il est nécessaire, chaque année, de reformuler une demande de convention. Les crédits ne sont pas reconductibles systématiquement.